# Stralauer Fischzug

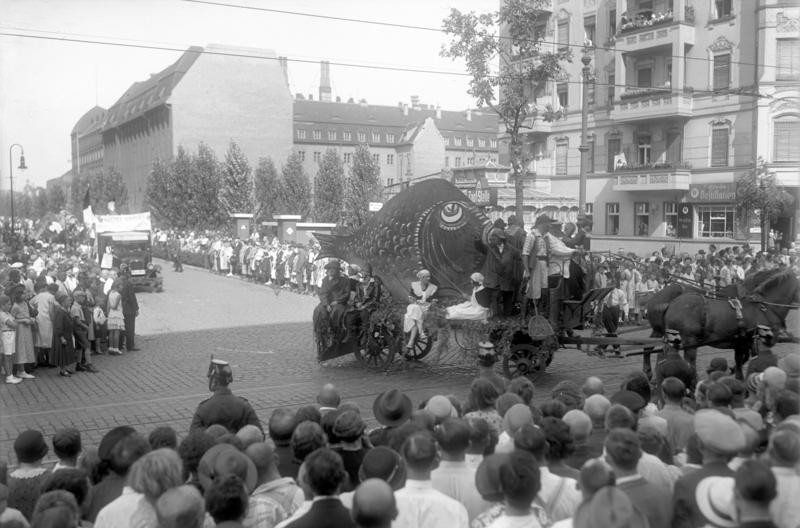
Stralauer Fischzug 1932

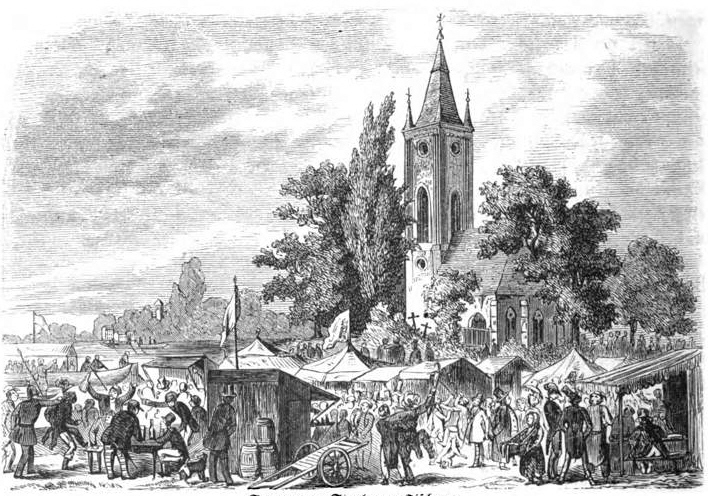
Scene vom Stralower Fischzug (Leipzig 1863)

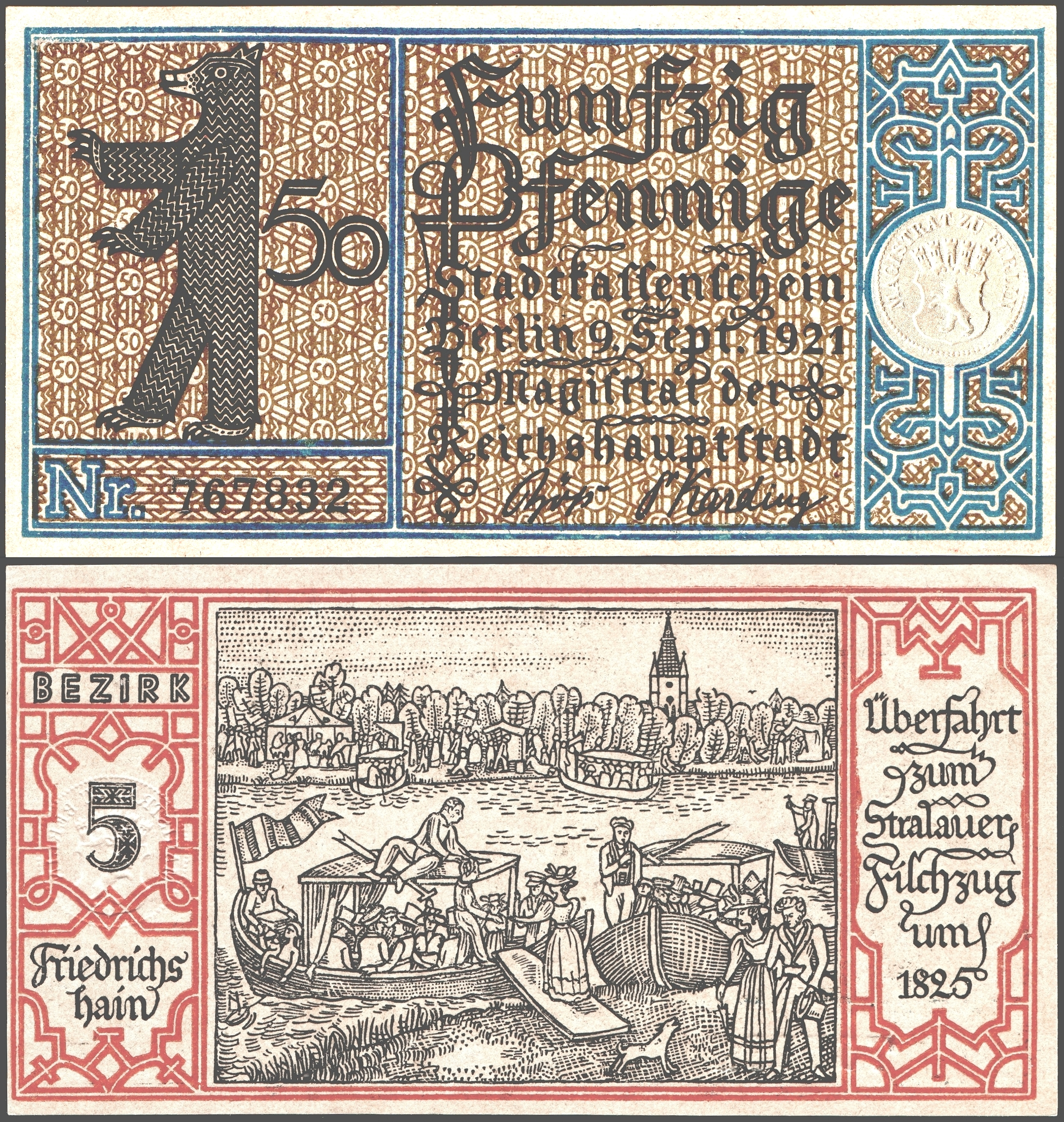
Überfahrt zum Stralauer Fischzug um 1825 auf einem Notgeldschein von 1921

Der Stralauer Fischzug war eine alljährlich ab 24. August, dem Bartholomäustag, begangene Festwoche in Berlin-Stralau. Die Tradition ging zurück auf ein im Jahr 1574 erlassenes Fischerei-Verbot von Ostern bis Bartholomäus, dessen Ende von den Berlinern jedes Jahr ausgelassen gefeiert wurde. Da das Fest immer wieder ausartete, wurde es 1873 verboten und danach nur noch vereinzelt begangen.

## Geschichte
In einem Edikt vom 22. Februar 1574 verfügte Kurfürst Johann Georg von Brandenburg ein Verbot des Fischens von Ostern bis Bartholomäus. Wörtlich heißt es im Edikt:

„Wir Wollen, Setzen und Ordnen, dass alle und jegliche Wasser mit großen Garnzügen vom Grünen Donnerstag bis auf Bartholomäi durchaus sollen verschonet werden, damit die Fischerei nicht zu Schaden komme, weil der Laich und die jungen Fische zu Unzeiten gebraucht werden.“

Die Anordnung hatte das ursprüngliche Nachhaltigkeitsgebot für Berliner Fischbestände ausgeweitet, zuvor hatte man noch bis Jacobi (25. Juli) auf Fang gehen dürfen. Aus dem neuen Edikt entwickelte sich schließlich die Tradition, nach der jährlichen Schonzeit feierlich das Anfischen zu begehen – der Stralauer Fischzug war geboren. Für die Berliner war das Fest jedes Jahr ein Ereignis. Ein Autor schrieb dazu im September 1832 in der Illustrirten Zeitung:

„Unzählbar wird am Nachmittag die Volksmenge. Wagen an Wagen, Kopf an Kopf drängt durch den schmalen, krummen, wahrscheinlich uralten Weg, der, von Eichenbäumen ganz überdacht, sich zwischen Wiesen vom Stralauer Thor längst der Spree hinzieht. Die Leute strebten nach den Wirtshäusern und Gärten. Gegen Abend wird die Lustigkeit so laut, dass sich der stille Beobachter von dem Lärm, der gefährlich werden kann, zurückzieht.“

Die eigentlichen Fischzüge, laut Kirchenmatrikel von 1574 fünf, fanden im Morgengrauen zwischen Oberbaum und Stralauer Kirche statt. Ein Teil des Fanges ging traditionell an den Prediger zur Aufbesserung seines kargen Salärs. In späterer Zeit bekam wohl auch der Magistrat als Grundherr seinen Teil.
Da das Fest jedes Jahr in wüstere Saufgelage, Schlägereien und orgiastisches Treiben ausartete, wurde es am 23. August 1873 vom Amtsvorsteher verboten. Nach einem Wiederaufleben 1923 durfte es wenige Jahre später wiederum nicht mehr stattfinden. Im Rahmen der 700-Jahr-Feierlichkeiten Berlins nahm am 15. August 1937 auch ein blumengeschmückter Festwagen des Straulauer Fischzuges teil. Zu DDR-Zeiten wurde das Fest noch einmal zwischen 1954 und 1962 begangen. Nach fast 65 Jahren gab es zur Freude der Alteingesessenen aber auch anderer Interessierter auf Initiative der Bürgervereinigung Stralau e. V. erstmals wieder diese Festwoche. Weil das Geld aber immer knapper wird und Sponsoren fehlen, kam dieses Volksfest bereits 1998 wieder zum Erliegen.
An den Fischzug erinnert die Statue des „Stralauer Fischers“ im Fischerbrunnen am Rathaus Treptow, die der Bildhauer Reinhold Felderhoff 1916 geschaffen hat.